# Lista de chanceleres-mores do Reino de Portugal
Esta lista apresentas os chanceleres-mores do Reino de Portugal.

| # | Nome (Nascimento–Morte)                | Retrato    | Início do mandato | Fim do mandato | Notas | Monarca                             |
| - | -------------------------------------- | ---------- | ----------------- | -------------- | ----- | ----------------------------------- |
| - | Mestre Julião (1183–1215)              |            |                   |                | .     | Afonso Henriques Sancho I Afonso II |
| - | Gonçalo Mendes (1215–????)             |            |                   |                | .     | Afonso II Sancho II                 |
| - | Mestre Vicente (????–????)             |            |                   |                | .     | Sancho II                           |
| - | Estêvão Anes (1248–1279)               |            |                   | 1279           | .     | Afonso III                          |
| g | Domingos Anes Jardo (12??–1293)        |            |                   |                |       | Dinis I                             |
|   | Miguel Vivas (????–????)               |            |                   |                |       | Afonso IV                           |
| - | João Afonso de Albuquerque (????–????) |            |                   |                | .     | Pedro I                             |
| ? | Álvaro Pais (????–????)                |            |                   |                |       | Pedro I                             |
| ? | Álvaro Pais (????–????)                | Fernando I |                   |                |       |                                     |
|   | Lourenço Anes Fogaça (????–????)       |            |                   |                |       | Fernando I João I                   |